# Преријска oстрига
Преријска oстрига (негде позната и као преријски коктел) је пиће које је сачињено од живог јајета (најчешће без беланцета), љутог соса или сирћета, Вустер соса, кухињске соли, и црног бибера.
У коктел се понекад додаје сок од парадајза, слично коктелу Блади Мери. У коктел се такође понекад додаје и виски, бренди или џин, и тиме више приличи алкохолном пићу, Амбер Мун.
Преријска oстрига се пије у једном гутљају, и жуманце јајета даје коктелу текстуру једења остриге. 
Преријска oстрига се сматра добрим леком за мамурлук, и због тога се појављује у медијима још од почетка двадесетог века.

## Састојци и припрема

#### Састојци
- једно жуманце јајета
- једна супена кашика Вустер соса
- пар капи љутог соса или сирћета
- прстохват кухињске соли
- прстохват црног бибера

По жељи додати сок од парадајза, виски, бренди, или џин.

#### Припрема
Разбити јаје о чашу, а затим одвојити жуманце од беланцета. Убацити жуманце у чашу за виски. Додати прстохват соли и бибера, и пар капи љутог соса/сирћета. Додати једну супену кашику Вустер соса у чашу. Испити у једном гутљају.

## Настанак
Порекло Преријске oстриге и њен оригинални креатор су непознати, и јако мало информација је доступно о настанку овог пића. Једна од најпознатијих прича о настанку Преријске oстриге је написана на страницама "Краљичиног кувара" од стране британског писца С. Боти-Понала. У Краљичином кувару, Боти-Понал говори причу о човеку из прерије који је креирао Преријску oстригу да би излечио грозницу која је мучила његовог пријатеља. Преријска oстрига је била јако популарно пиће у Новој Енглеској на почетку деветнаестог века.

## Лек за мамурлук
Још од њеног настанка, Преријска oстрига се сматра традиционалним леком за мамурлук, иако ово никад није доказано. Доктори се не слажу са овом претпоставком и тврде да Преријска oстрига не помаже са главобољама мамурлука, нити да Преријска острига ублажава утицај алкохола на систем.
Претпоставља се да се Преријска острига сматра леком за мамурлук због цистеина (аминокиселина) који се налази у живом јајету, и који помаже јетри да брже "свари" алкохол. Ова чињеница није подржана од стране научника.
Постоји и претпоставка да Преријска острига помаже, јер својом текстуром изазива нагон за повраћањем, али ово није увек поуздано.
Такође се претпоставља да Преријска острига помаже мамурлуку као плацебо.

## Преријска острига у поп култури
Једно од најранијих појављивања Преријске остриге у фиктивном делу је било у краткој причи америчког писца П. Г. Вудхауса, "Jeeves Takes Charge", у којој батлер Џивс прави Преријску остригу свом шефу, Бертију Вустеру.
Након овог појављивања Преријска острига је постала све популарнија и наставила је да се појављује у популарној култури. Нека од њених појављивања су:
- У филму Френка Капре "Господин Дидс иде у град" из 1936. године, Гари Купер (у улози господина Дидса) наручује Преријску остригу после изласка.
- У полу-аутбиографској књизи Кристофера Ишервуда "Збогом Берлин" из 1939. године, Преријска острига се спомиње више пута, и главни ликови Сели и Крис је испијају у Селиној соби. Ова књига је касније претворена у филм Кабаре са Лајзом Минели у главној улози.
- У филму "Прича из Палм Бича" из 1942. године, Клодет Колбер (у улози Џералдине Џеферс) наручује Преријску остригу у вагону за ручавање.
- У филму из серијала Џејмс Бонд, "Операција Гром" из 1965. године, Шон Конери (у улози Џејмса Бонда) спомиње Преријску остригу, "Пре месец дана, није било дана у недељи, у којима нисам барем једном, за доручак имао Преријску остригу и шаку аспирина".
- У научно-фантастичном филму "Повратак у будућност 3" из 1990. године, Кристофер Лојд (у улози доктора Емета Брауна), испија "сок за буђење" након што се онесвести од једне чаше вискија на Дивљем западу.
- У породичном филму "Вредности породице Адамс" из 1993. године, Раул Хулија (у улози Гомеза Адамса) креира Преријску остригу коју деца могу пити.
- У аниме серијалу "Каубој Бибоп" из 1998. године, главни лик Спајк Спигел (коме глас позајмљује Стив Блум) наручује Преријску остригу у бару и испија је са додатком џина.
- У четрнаестој епизоди прве сезоне серије "Студио 60 на Сансет Стрипу" из 2007. године, Стивен Вебер (у улози Џека Рудолфа) имплицира коришћење Преријске остриге након што Џулија Линг (у улози Ким Тао) испија превише текиле.